# Аудакс Италяно
Аудакс Италяно Ла Флорида (на испански: Audax Italiano La Florida), по-известен само като Аудакс Италяно, е чилийски професионален футболен отбор от квартал Ла Флорида на столицата Сантяго. Създаден е на 30 ноември 1910 г. Играе в чилийската Примера Дивисион, където има четири спечелени шампионски титли и осем пъти е завършвал на второ място. Освен това има два загубени финала за Купата на Чили.

## История
Отборът е основан от група италиански имигранти в магазина за шапки на Алберто Кафи в Ла Флорида. Първоначално той е само колоездачен клуб и се нарича Аудакс Клуб Чиклиста Италяно. След като футболът добива широка популярност в Сантяго, през 1917 г. клубът започва да практикува и този спорт, а през 1922 г. името е сменено на Аудакс Клуб Спортиво Италяно. Сегашното име е прието след преобразуването на тума като дружество с ограничена отговорност през 2007 г.
В началните години от съществуването си тимът играе в аматьорски първенства и печели шампионските титли на столичната Лига Метрополитана (1924 г.) и Примера Дивисион де ла Лига Сентрал (1931 г.). На 9 декември 1932 г. по време на финала на първенството срещу Коло Коло се разиграва може би най-голямата трагедия в историята на отбора – една от трибуните на Естадио Италиано се срутва, при което загиват трима души, а други 130 са ранени. Между януари и октомври 1933 г. Аудакс Италяно е на турне в Южна, Централна и Северна Америка, като печели 48 от 68 изиграни мача. В първите две десетилетия след основаването на Примера Дивисион през 1933 г. Аудакс е един от водещите отбори заедно с Коло Коло, Магаянес и Сантяго Морнинг, като особено оспорвано е съперничеството с Магаянес – през 1934 и 1935 г. „италианците“ остават на второ място след тях, но следващата година ролите се разменят, с което Аудакс прекъсва серията от три поредни шампионски титли на Магаянес. През 1938 г. Аудакс отново е на второ място след Магаянес, но успява да се реваншира през 1946 г., когато печели втората си титла. В Торнео де Апертура двата тима също се срещат два пъти на финал, като, печелейки по една купа. В златните години на Аудакс до края на 50-те тимът спечелва общо четири шампионски титли и седем пъти завършва на второ място, а в Торнео де Апертура печели едно от общо петте си участия на финал. Постепенно „италианците“ започват да губят набраната инерция и още преди четвъртата си титла през 1957 г. те биват постепенно изместени от Универсидад Католика и Универсидад де Чиле като водещ отбор. Аудакс се превръща в средняшки отбор, за да се стигне до 1971 г., когато изпада във втора дивизия, където остава през следващите пет години. Следва втори престой във втора дивизия между 1986 и 1995 г., а единствените успехи до края на 20 век са достигането на два финала за Купата на Чили през 1981 и 1998 г., както и второто място в Примера Б през 1995 г. В началото на новия век Аудакс успява да подобри представянето си, завършвайки на второ място в Клаусура през 2006 г., а през 2003 (А) и 2007 (К) г. съответно Салвадор Кабаняс и Карлос Виянуева стават голмайстори на първенството. Кабаняс е първият голмайстор на Аудакс за последните 35 години, а Виянуева постига дубъл, печелейки и приза за Футболист №1 на Чили.

## Дербита
Класико де колониас се наричат мачовете между Аудакс Италяно, Унион Еспаньола и Палестино – отборите, основани от съответно италиански, испански и палестински имигранти. От трите с най-големи традиции е дербито между Аудакс и Унион. В 137 мача „италианците“ имат 48 победи, 33 равенства и 56 загуби. В 97 срещи с Палестино балансът е 34 победи, 31 равенства и 32 загуби.

## Известни бивши футболисти
- Борис Риелоф
- Ернан Боланьос
- Карлос Тейо
- Хорхе Аравена

## Успехи
- Примера Дивисион:
  - Шампион (4): 1936, 1946, 1948, 1957
  - Вицешампион (8): 1934, 1935, 1938, 1940, 1944, 1947, 1951, 2006 К
- Примера Б:
  - Шампион (1): 1995
- Копа Чиле
  - Финал (2): 1981, 1998
- Кампеонато де Апертура
  - Шампион (1): 1941
  - Финалист (4): 1937, 1938, 1943, 1944

## Рекорди
- Най-голяма победа:
  - за първенство: 9:2 срещу Универсидад Католика, 1945 г.
  - за купата: 13:0 срещу Хувентуд Варсовия, 2010 г.
- Най-голяма загуба: 7:1 срещу Коло Коло, 1939 г.; 6:0 срещу Универсидад Католика, 1983 г. и Универсидад де Чиле, 2002 А
- Най-много мачове: Борис Риелоф – 242
- Най-много голове: Карлос Тейо – 101